# بيت هلال (حبيش)

تعديل مصدري - تعديل

بيت هلال محلة تابعة لقرية ذي جبرة، التابعة لعزلة جبل خضراء بمديرية حبيش إحدى مديريات محافظة إب في الجمهورية اليمنية، بلغ تعداد سكانها 142 حسب تعداد اليمن لعام 2004.